# Йоахим Пасторій
Йоахим Пасторій (лат. Pastorius; справжнє прізв. — Гіртенберг (нім. Hirtenberg); 20 вересня 1611, Глогув — 26 грудня 1681) — польсько-німецький хроніст. 

## Життєпис
Народився в м. Глогув (Сілезія) в сім'ї протестантського пастора. Здобув добру освіту, досконало знав польську, німецьку, латинську, грецьку та французьку мови, служив медиком і вихователем при дворах заможної польської шляхти. Разом зі своїми підопічними здійснив низку поїздок до Західної Європи (Англія, Франція та ін.). Кілька разів міняв віросповідування, врешті 1670 року перейшов у католицизм. Тривалий час проживав на Волині, але з вибухом української національної революції 1648—1676 переїхав до Ельблонга, а згодом — до Гданська, де викладав у гімназії[джерело?]. Був офіційним історіографом польських королів Яна II Казимира Ваза та Яна III Собеського. 
Творча спадщина Йоахима Пасторіуса налічує понад 120 праць, переважно з філософії і педагогіки. Однак головні праці присвячені історії Речі Посполитої. Найважливішою з них є латиномовна «Війна скіфо-козацька», надрукована в Гданську 1652. Тут у центрі уваги була національно-визвольна війна українського народу середини XVII ст., причому П. чи не першим на Заході подав узагальнююче висвітлення її подій з 1648 по 1651 (по Білоцерківський договір 1651). Пізніше в латиномовній «Історії Польщі» (1685) виклад подій було доведено до 1661. Описав хід Жовтоводської битви 1648, Корсунської битви 1648, Зборівської битви 1649, Лоєвської битви 1649 та Берестецької битви 1651, використав численні документи, хроніки та історичні твори А. Кояловича, Я. Битомського, латиномовну друковану реляцію про Зборівську битву 1649 тощо. Його праця цінна оригінальними фактами з історії національно-визвольної війни українського народу середини XVII ст. П. належав до т. зв. ерудитської школи, яка велику увагу приділяла накопиченню фактів, але уникала узагальнень, оцінок. Однак чітко простежується ворожість автора до національно-визвольної боротьби українського народу. Він заклав підвалини офіційної концепції польсько-шляхетської історіографії щодо національно-визвольної війни в Україні в серед. XVII ст. Праці П. здобули широку популярність у Речі Посполитій, їх активно використовували польські (Веспасіян Коховський), французькі (П'єр Шевальє), німецькі (Йоганн Християн Енґель, Христоф Гарткнох) та ін. історики, а через них — і українські (Петро Симоновський, Олександр Рігельман).